# Mico argentatus
Sagui-branco (nome científico: Mico argentatus) é uma espécie de sagüi endêmico da Amazônia brasileira. Ocorre na foz do rio Tocantins a leste a entre os rios Tapajós e Cuparí a oeste se estendendo até o rio Curuá ao sul.
Possui coloração branca e prateada, sem tufos de pelos nas orelhas.
Aparentemente é uma espécie comum, encontrada tanto em na floresta primária de terra firme, quanto em formações secundárias. Entretanto, não existem unidades de conservação ao longo de sua distribuição geográfica.